# Christmas Time Again (Kの曲)
「Christmas Time Again」（クリスマス・タイム・アゲイン）は、2013年12月4日にリリースした韓国人歌手・Kの日本で14枚目のシングル。

## 概要
前作「dear...」より約3年ぶりのリリースで、兵役を終えてからの初めてのシングルとなる。
表題曲「Christmas Time Again」は、Kと同じスターダストプロモーション所属の3人組ボーカルユニットWAZZ UPが提供した楽曲。一週間前にあたる2013年11月26日にリリースされたWAZZ UPの配信限定シングル「Christmas Time Again feat.K」のKによるボーカル・バージョンである。

## 収録曲
CD
1. Christmas Time Again [5:24]
（作詞：WAZZ UP、作曲：K・JUNE、編曲：真藤敬利）
2. 君と僕の部屋 [5:55]
（作詞・作曲：K、編曲：真藤敬利）
3. Christmas Time Again（instrumental）
4. 君と僕の部屋（instrumental）